# Infructescència

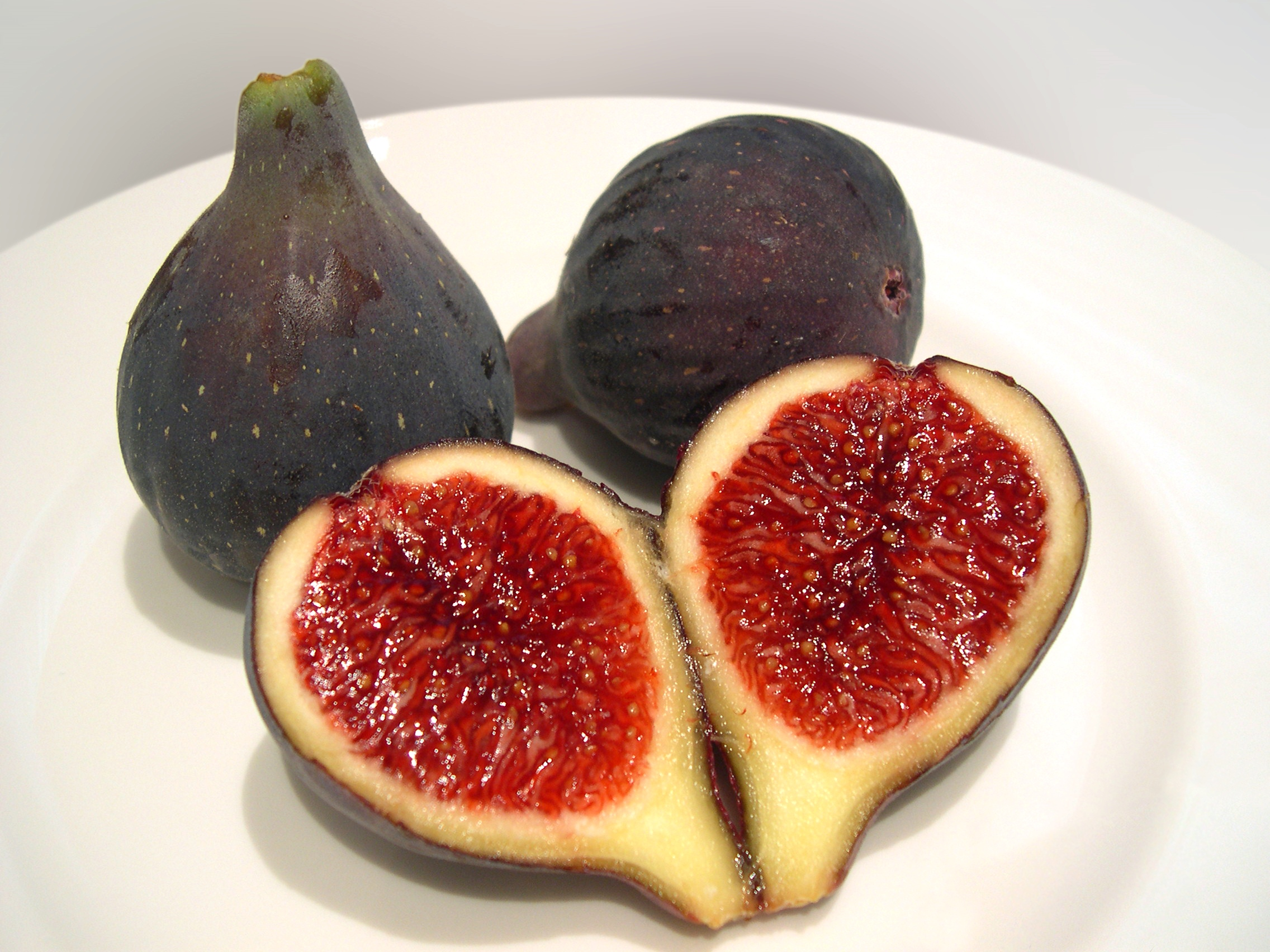
Figues

En condicions naturals la infructescència és el resultat de la fecundació d'una inflorescència compacta, així com també de la fecundació de l'òvul de certes flors apocàrpiques. En una infructescència, els fruits es troben en una formació on un fruit és adherit i contigu a un altre de manera que el tot s'assembla a un gran fruit. Malgrat la seva aparença externa d'un sol fruit, les infructescències poden ser reconegudes per la seva estructura interna.
Algunes infructescències i fruits agregats són conegudes popularment i venudes com a fruites, estant els seus fruits veritables dins d'elles. Exemples d'això són la maduixa —que en realitat és un fruit agregat, poliaqueni, format per diminuts fruits individuals disposats sobre un receptacle carnós—, la figa i la pinya —el fruit de la qual el forma el desenvolupament de la inflorescència completa.
No hem de confondre infructescència amb els anomenats fruits agregats que s'originen de tan sols una flor apocárpica (que té carpels lliures), resultant un conjunt de fruits simples i independents en la mateixa flor. És el cas dels gerds i esbarzers, denominats polidrupes.

## Tipus d'infructescències
- La maduixa.
- La pinya
- El raïm.
- El siconi. És un fals fruit amb receptacle carnós i còncau, recobert per petits aquenis. Exemple: la figa.
- El cinorròdon. Fals fruit e què el tàlem es torna carnós i engloba en el seu interior a nombroses petites nous. Exemple: la rosa.